# 스푸트니크 (잡지)

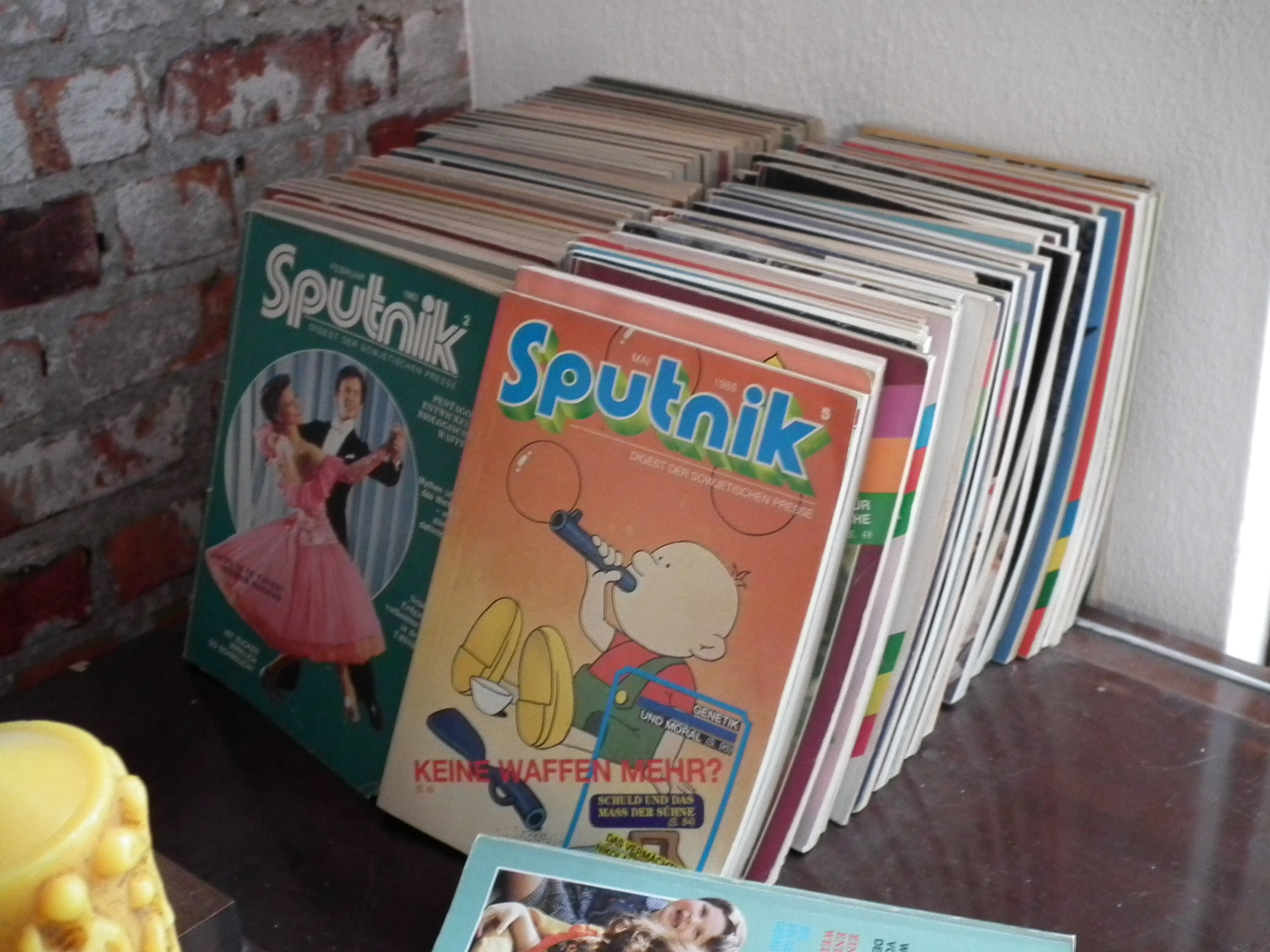

스푸트니크(Спутник)는 소비에트 연방의 잡지이다. 1967년부터 1991년까지 소련 언론사 노보스티가 여러 언어로 출판했다. 리더스 다이제스트의 소련버전으로서 만들어졌다. 소련 정부가 검열하였고, 1988년의 동독처럼 크렘린과 사이가 좋지 않은 해외의 정부도 검열을 하였다. (1988년 말부터 스푸트니크는 공산주의를 비판하는 기사를 다수 개재 했다.)

## 같이 보기
- 스푸트니크 (뉴스 통신사)